# Centro de Tecnificación Deportiva de Trasona
El Centro de Tecnificación Deportiva de Trasona es un Centro de Tecnificación Deportiva español ubicado en Trasona, Corvera (Asturias).
Situado en la orilla del embalse de Santa Cruz de Trasona, alberga los Programas Nacionales de Tecnificación Deportiva de las modalidades de piragüismo, remo y tiro con arco. Pertenece a la Administración de Gobierno del Principado de Asturias y depende de la Dirección General de Deporte de la Consejería de Cultura, Política Lingüística y Turismo del Principado de Asturias. Al amparo de la Resolución de 10 de enero de 2014 (BOE de 23 de enero), de la Dirección General de Deportes, por la que se clasifican las instalaciones y los programas deportivos para el desarrollo del deporte de alto nivel y de competición, se clasificó como CTD (Centro de Tecnificación Deportiva). Su gestión está cedida a la Federación Asturiana de Piragüismo.
Cuenta con residencia de deportistas, con 25 habitaciones de uso doble y 3 de uso individual, con baño y TV.
Es uno de los dos CTD que hay en Asturias, siendo el otro el Centro de Tecnificación Deportiva de Oviedo.

## Galería

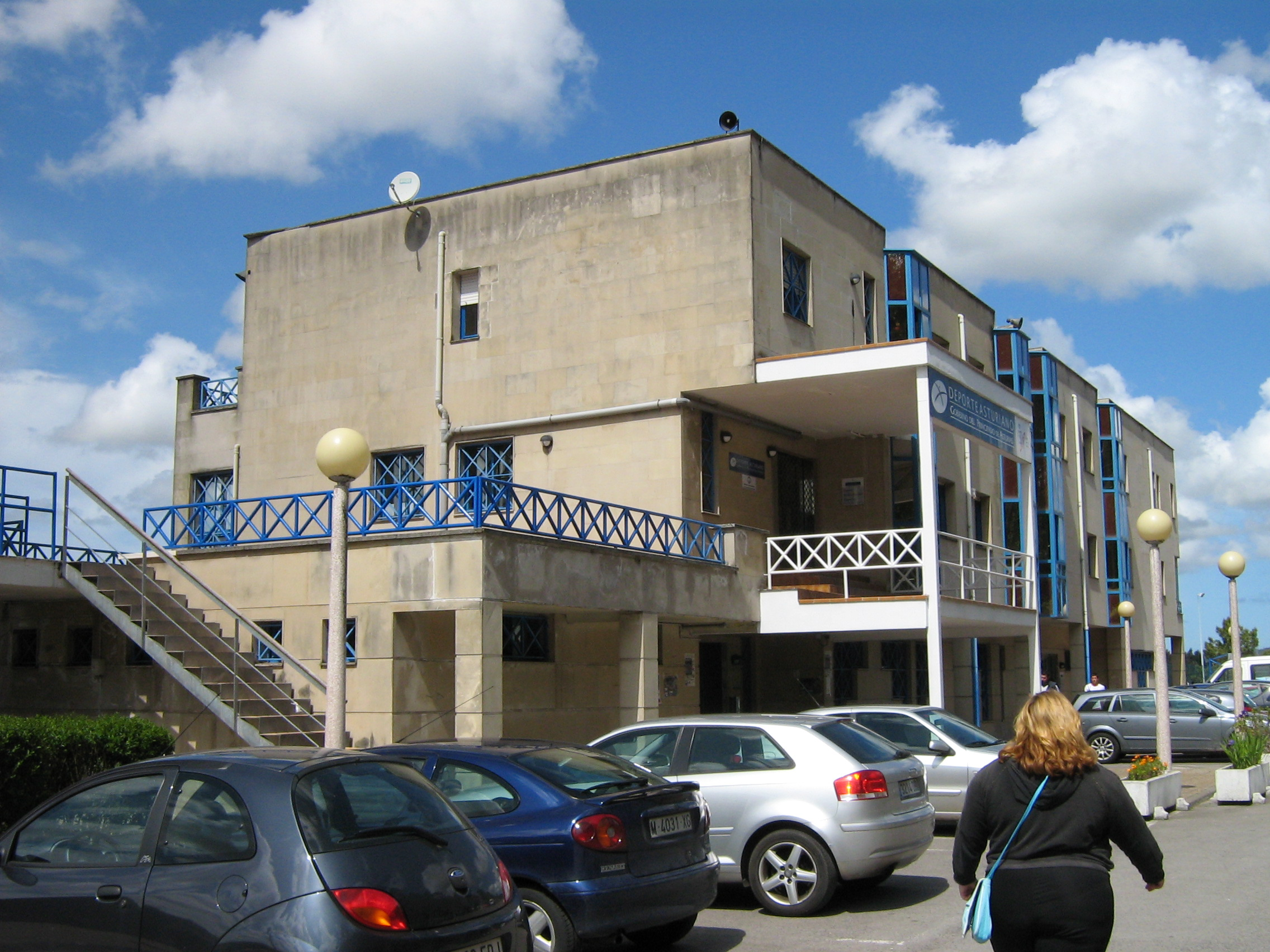
Residencia
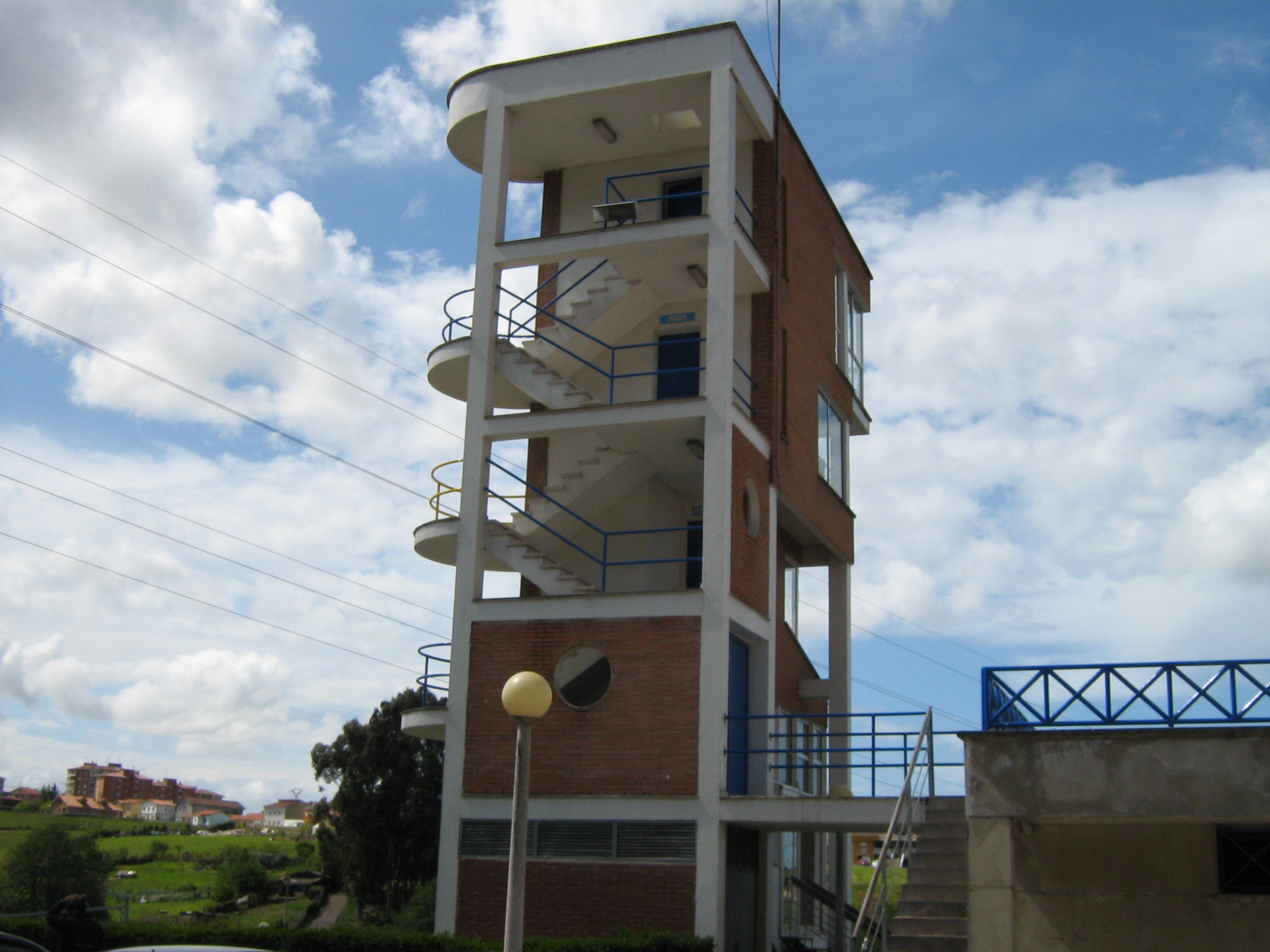
Torre de control
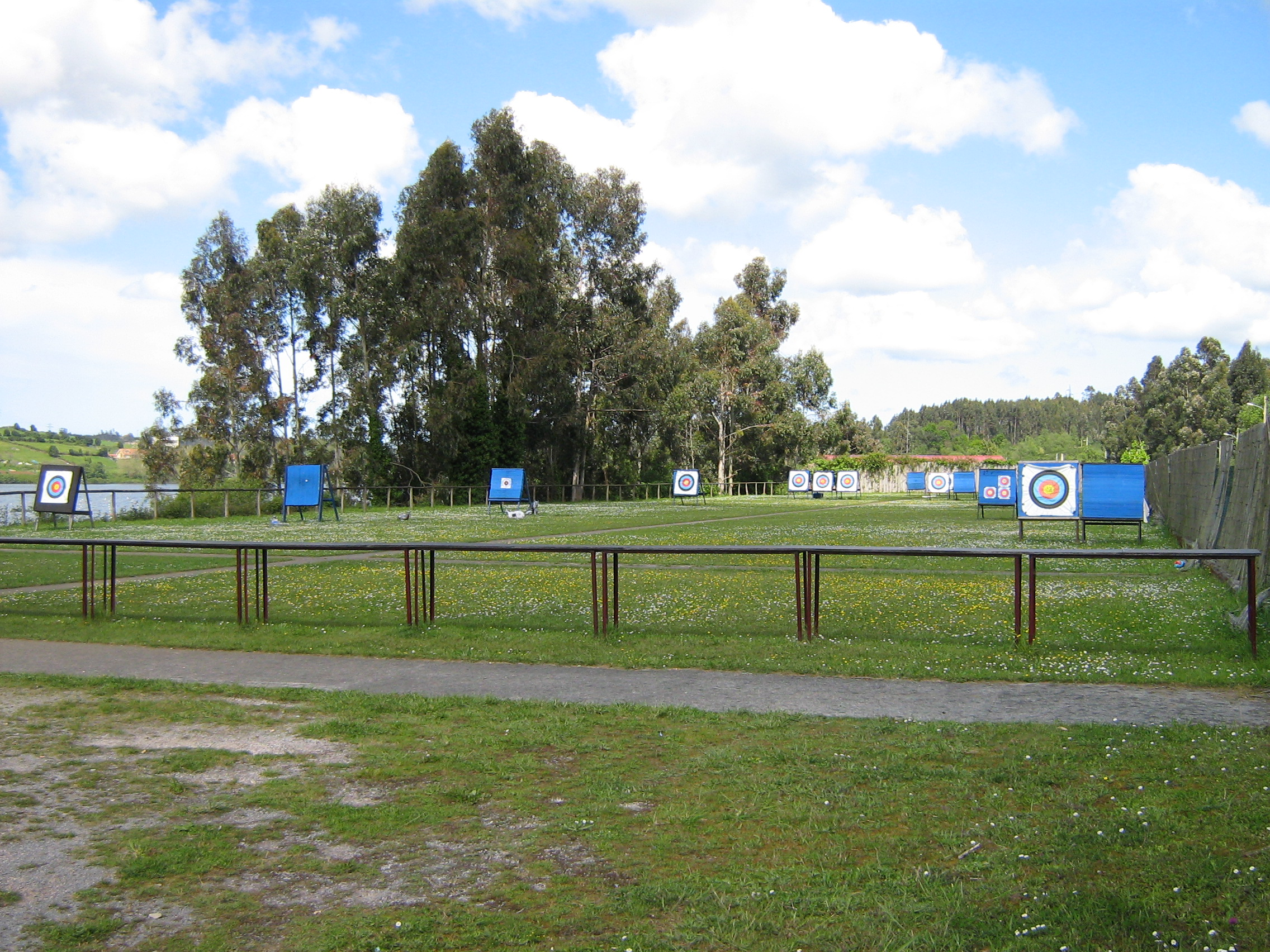
Campo de tiro con arco